# Haydée
Haydée [ai.ˈdeː] ist ein weiblicher Vorname.

## Herkunft und Bedeutung
Beim Namen Haydée handelt es sich um die französische und spanische Form des Namens Haidee, der von Lord Byron für sein Gedicht Don Juan erfunden wurde. Möglicherweise soll er eine Ableitung vom griechischen αἰδοῖος aidoîos „bescheiden“, „ehrerbietig“ darstellen. In Leopold von Sacher-Masochs Novelle Venus im Pelz ist Haydée die einzige der drei schwarzen Dienerinnen, die namentlich genannt wird.

## Varianten
Englische Varianten des Namens lauten Haidee und Haidée.

## Namensträger
- Haydée Tamara Bunke Bider (1937–1967), deutsch-argentinische Guerilla-Kämpferin
- Haydée Coloso Espino (1937–2021), philippinische Schwimmerin
- Haydée Milanés, (* 1980), kubanische Musikerin
- Haydée Padilla (1936–2022), argentinische Schauspielerin
- Haydée Santamaría (1923–1980), kubanische Revolutionärin
- Haydée Mercedes Sosa (1935–2009), argentinische Sängerin

Zwischenname:
- María Haydeé Flores Rivas († 2010), nicaraguanische Juristin und Hochschullehrerin
- Marcia Haydée Salaverry Pereira da Silva (* 1937), brasilianische Tänzerin, Choreografin und Ballettdirektorin